# Elena din Troia (film)
Elena din Troia (titlul original: Helen of Troy) este un film dramatic american, realizat în 1956 de regizorul Robert Wise, după Iliada și Odiseea a lui Homer, protagoniști fiind actorii Rossana Podestà, Jacques Sernas, Cedric Hardwicke, Stanley Baker și Brigitte Bardot.

## Distribuție
- Rossana Podestà – Elena (mitologie)
- Jacques Sernas – Paris (mitologie)
- Cedric Hardwicke – Priam
- Stanley Baker – Ahile
- Niall MacGinnis – Menelau
- Nora Swinburne – Hecuba
- Robert Douglas – Agamemnon
- Torin Thatcher – Odiseu
- Harry Andrews – Hector
- Janette Scott – Casandra
- Ronald Lewis – Aeneas
- Brigitte Bardot – Andraste
- Marc Lawrence – Diomede
- Maxwell Reed – Ajax (Aiax din Salamina)
- Robert Brown – Polidor (fiul lui Priam)
- Terence Longdon – Patrocles
- Barbara Cavan – Cora
- Patricia Marmont – Andromaca
- Guido Notari – Nestor
- Tonio Selwart – Alfeo
- Daniela Rocca (neacreditat)